# Палац Зборомирських
Палац Зборомирських — романтичне палаццо роду Зборомірських в Старому селі.

## Історія
Старе Село та Віри у Сумському повіті Харківської губернії, що належали роду Кондратьєвих переходить у посаг Миколі Миколайовичу Зборомирському, що в чині полковника вийшов у відставку і одружився з Марією, дочкою генерал-лейтенанта Михайла Степановича Кондратьєва. У Старому Селі був зведений великий будинок для родини, а в селі Віри — цукровий завод.
В 1910 року маєток у Старому Селі був проданий дворянину, поручику Олександру Олександровичу Ліхачову.
В радянський час у будівлі містилася школа. В 1980 році було побудоване нове шкільне приміщення, а садиба занепадає.